# Lyons (hameau, New York)
Pour les articles homonymes, voir Lyons.
La ville de Lyons est le siège du comté de Wayne, situé dans l'État de New York, aux États-Unis.

## Démographie
| Groupe                           | Lyons | New York | États-Unis |
| -------------------------------- | ----- | -------- | ---------- |
| Blancs                           | 83,8  | 65,8     | 72,4       |
| Afro-Américains                  | 10,6  | 15,9     | 12,6       |
| Métis                            | 3,0   | 3,0      | 2,9        |
| Autres                           | 2,0   | 7,5      | 6,4        |
| Asiatiques                       | 0,3   | 7,3      | 4,8        |
| Amérindiens                      | 0,3   | 0,6      | 0,9        |
| Total                            | 100   | 100      | 100        |
|                                  |       |          |            |
| Hispaniques et Latino-Américains | 5,0   | 17,6     | 16,7       |